# Anton Reixetnikov
Anton Reixetnikov (en rus Антон Решетников) (18 de maig de 1986) és un ciclista rus.
El 2007 va ser suspès durant un any a conseqüència d'un positiu en carphedon. Degut això li va ser retirada la seva victòria al Gran Premi Guillem Tell.

## Palmarès
- 2003
  - 1r al Trofeu Karlsberg
- 2006
  - Vencedor d'una etapa a la Giro de Toscana sub-23
- 2007
  - 1r al Gran Premi de la Indústria del marbre
  - 1r al Gran Premi Guillem Tell